# Нижня Туранка
Нижня Туранка (рос. Нижняя Туранка) — присілок в Хомутовському районі Курської області Російської Федерації.
Населення становить 40 осіб. Входить до складу муніципального утворення Вільхівська сільрада.

## Історія
Населений пункт розташований на території українського етнічного та культурного краю Східна Слобожанщина.
Від 2004 року входить до складу муніципального утворення Вільхівська сільрада.

## Населення
| 2002 | 2010 |
| ---- | ---- |
| 58   | ↘40  |